# Мухамедов Владислав Дмитрович
Владислав Дмитрович Мухамедов (біл. Уладзіслаў Дзмітрыевіч Мухамедаў, рос. Владислав Дмитриевич Мухамедов, нар. 14 квітня 1996, Мінськ) — білоруський футболіст, нападник клубу БАТЕ.

## Клубна кар'єра
Народився 4 січня 1998 року в місті Мінськ. Вихованець футбольної школи клубу БАТЕ. Дебют за основну команду відбувся 18 липня 2015 року в матчі 1/16 фіналу Кубка Білорусі проти «Спартака» (Шклов) (1:2). 16 червня 2017 року дебютував у Вищій лізі в матчі проти «Нафтана» (3:0).

## Виступи за збірну
Протягом 2016–2017 років залучався до складу юнацької збірної Білорусі. За збірну до 19 років зіграв у 5 офіційних матчах, забив 1 гол.

## Досягнення
- Чемпіон Білорусі (2):

БАТЕ: 2016, 2017
- Володар Суперкубка Білорусі (1):

БАТЕ: 2017